# Віндзор (Англія)
Віндзор (англ. Windsor) — невелике місто у графстві Беркшир, на південний захід від Лондона, на правому березі річки Темзи, літня резиденція англійських королів (Віндзорський замок).

## Історія
Перша згадка про місто міститься в Англосаксонському часопису. Його назва походить від староанглійської назви Windles-ore, або «вигнутий річковий берег». Старий Віндзор, що асоціюється з резиденцією англійських монархів, розташований за три кілометри від сучасного міста. За правління короля Генріха I, королівський двір було переміщено на три милі вгору за течією річки до маєтку Клевер (згадується у Книзі Страшного суду як «Віндзорський Замок»). Близько 1170 року замок було цілком збудовано з каменю. Віндзорський міст вважався одним з найдавніших, зведених на Темзі. У той час будівництво мостів було досягненням, і наявність власної переправи зробила великий внесок до розвитку міста й посилила його вплив.
Новий Віндзор став привілейованим містечком, звільненим від королівських податків. З початку XIII століття місто мало свою торгову гільдію за королівського покровительства та невдовзі стало головним містом графства. Король Едуард I у 1277 році особливим указом остаточно закріпив за Віндзором статус королівського міста.
Новий Віндзор відігравав провідну роль у середньовічній Англії, до 1332 ставши одним із п'ятдесяти найбагатших міст Англії. Капіталовкладення в перебудову замку принесли лондонським ювелірам, виноторгівцям та ремісникам чималі прибутки, а містянам такі необхідні робочі місця. Перебудова й розширення замку за Едуарда III (1350—68), наприклад, було найбільшим будівельним проектом у середньовічній Англії, та багато жителів Віндзора були зайняті саме на цьому проекті. Генріх III, на сто років раніше, витратив більше грошей на Віндзорський замок, ніж наступні королі на відновлення Вестмінстерського абатства. У 1348 році Чорна смерть скоротила населення міста майже вдвічі, однак будівельні проекти Едуарда III сприяли міграції населення в Англії та швидкому збільшенню міського населення. Чорна смерть і наступні епідемії холери, що йшли одна за одною у 1361—1372 роках, стали часом «буму» для місцевої економіки. У Віндзор стікались люди з Англії та континенту.
Перебудова замку тривала й у XV столітті. Віндзор став головним місцем паломництва для більшості жителів Лондона. Паломники приїжджали, щоб торкнутись королівської святині вбитого Генріха VI, та фрагменту Істинного Хреста у новій капелі Святого Георгія (1480), й відвідати коледж Верджін (1440) в Ітоні (тепер відомий як Ітонський Коледж). Паломники приходили з чималими сумами й витрачали їх у місті. Щоб розселити їх усіх у Віндзорі було відкрито двадцять дев'ять готелів. Місто стало дуже багатим. Для лондонських паломників Віндзор був, імовірно, другим за важливістю місцем після Кентербері й собору Святого Томаса Бекета. Генріх VIII був похований в усипальниці Святого Георгія у 1547 році, поряд із тілом Джейн Сеймур, матері його єдиного законного спадкоємця, Едуарда VI.

### ПравлінняТюдорівтаСтюартів
Місто почало забудовуватись приблизно за десять років після Реформації. Замок вважали втіленням старої Англії, а колишні святині стали йменувати забобонами. Більшість повідомлень з історичних часописів каже про Віндзор у XVI й XVII століттях як про бідне місто зі старими вулицями й жахливими житловими умовами. Вільям Шекспір в одному зі своїх творів розповідає про багато частин міста й навколишні села, маючи на увазі вулиці міста поблизу замку й річки.
Незважаючи на свою королівську залежність, як і багато комерційних центрів, Віндзор став Парламентським містом. Однак скорочення кількості громадських будівель у той період свідчить про місто, що перебуває у стані занепаду.

### Григоріанський таВікторіанський період
Зі зведенням двох армійських бараків, намітився новий напрямок розвитку міста. Однак найдраматичнішими подіями середини XIX століття були будівництво 2-х гілок залізниці й палацу для королеви Вікторії. Надмірна перебудова й відтворення середньовічного обличчя Віндзора призвели до руйнування старого міста.
Місто отримало свою сучасну назву 1974 року.

## Відомі особистості
- Констанс Кольєр (1878—1955) — британська актриса і педагог
- Дженні Німмо (* 1944) — дитячий письменник
- Керолайн Манро (*1949) — англійська фотомодель і актриса.